# Sten Mörtstedt
Sten Mörtstedt, född 1940 i Karlskoga, död 15 december 2020 i Schweiz, var en svensk fastighetsmäklare och finansman. Han var bosatt i Schweiz men verkade huvudsakligen i London, Storbritannien.

## Biografi
Under 1980-talet byggde Mörtstedt upp det svenska börsnoterade fastighetsbolaget Citadellet som köptes upp i slutet av 80-talet. Han blev en av Sveriges första fastighetsmiljardärer, och 1984 värderades hans bolag Citadellet till en miljard kronor. Men redan året efter blev det istället årets börsrysare, och börschefen hotade med att avföra Citadellet från Börsen på grund av tveksamma affärer i dotterbolagen. Bolaget såldes och Sten Mörtstedt försvann från den svenska arenan, men fortsatte att göra fastighetsaffärer i England.
År 1991 dök Sten och hans bror Bengt Mörtstedt upp i Sverige igen när de köpte fastighetsbolaget Malmros. Malmros gick i konkurs 1993, och bröderna Mörtstedt stämdes på en halv miljard kronor av det statliga fastighetsbolaget Retriva, som var storägare i Malmros. Retriva ansåg att bröderna och två andra toppar i bolaget hade brutit mot aktiebolagslagen när de sålde två fastigheter i Tyskland och England. Stämningen slutade i förlikning, men Sten Mörtstedt var helt borta från den svenska fastighetsmarknaden i några år.
I London fortsatte han dock affärerna och ägde i mars 2003 45 procent av aktierna i Central London Securities, CLS Holdings, också det ett fastighetsbolag som är börsnoterat i London. Mest äger bolaget fastigheter i England, men också Frankrike och Sverige finns med i portföljen.
Mörtstedt med familj innehade år 2009 en förmögenhet om 3,03 miljarder kronor, vilket placerade honom på plats 215 över de rikaste personerna bosatta i Storbritannien.
Mörtstedt varr bland annat styrelseordförande och storägare i den Londonbaserade fastighetsförvaltaren CLS Holdings. I Sverige var han delägare i svenska Nyheter24-gruppen och var tidigare delaktig i Wyatt Media Group, som sedan 2011 ingår i den förra.